# Kim Dzsongcshol (politikus)
Kim Dzsongcshol (hangul: 김정철, handzsa: 金正哲, RR: Kim Jong-chol; Phenjan, 1981. szeptember 25. –) a hajdani észak-koreai vezér, Kim Dzsongil (Kim Jong-il) fia, valamint Kim Ir Szen (Kim Il-sung) és Kim Dzsongszuk (Kim Jong-suk) unokája. Egy időben azt feltételezték, hogy ő követheti apját Észak-Korea élén, ám öccse, Kim Dzsongun (Kim Jong-un) lett végül az ország vezetője.

## Életrajza
Kim Dzsongil (Kim Jong-il) és Ko Jonghi (Ko Yong-hui) közös gyermekeként született Phenjanban. Speciális elit iskolában folytatta tanulmányait, amit a Koreai Munkapárt (röviden KMP) vezetői gyerekeinek tartanak fenn. Később a svájci főváros, Bern egy nemzetközi iskolájában tanult, ahol 1994-ben az iskola közvetlen közelében készítettek róla egy fényképet. Iskoláiban hamis, Pak Cshol (박철, Pak Chol) néven tanult. 2006 júniusában Eric Clapton (akinek állítólag nagy rajongója) németországi koncertjén vett részt. Kilétét svájci osztálytársai erősítették meg.
Nem ismeretes, hogy Kim Dzsongcshol (Kim Jong-chol) betölt-e valamilyen párttisztséget vagy kormányzati posztot. 2001-ig úgy tűnt, hogy Kim Dzsongil (Kim Jong-il) legidősebb fia, Kim Dzsongnam (Kim Jong-nam) lesz apja után az új észak-koreai vezér. 2001 májusában azonban letartóztatták Kim Dzsongnam (Kim Jong-nam)ot a tokiói Narita nemzetközi repülőtéren, amikor hamis útlevéllel próbált belépni az országba. A japán hatóságok Kínába toloncolták ki. E zavar miatt Kim Dzsongil (Kim Jong-il)nek el kellett halasztania tervezett kínai látogatását. Az incidens eredményeként Kim Dzsongil (Kim Jong-il) elvesztette bizalmát legidősebb fiában, és átmenetileg Kim Dzsongcshol (Kim Jong-chol)t jelölte ki utódául.
Állítólagos túlzott nőiessége miatt azonban a harmadik fiú, Kim Dzsongun (Kim Jong-un) lett Kim Dzsongil (Kim Jong-il) utódja annak 2011. évi halála után.